# Серково (Ковровский район)
Серково — деревня в Ковровском районе Владимирской области России. Входит в состав Ивановского сельского поселения.

## География
Деревня расположена в 18 км на восток от центра поселения села Иваново и в 40 км на юго-восток от райцентра города Ковров.

## История
В конце XIX — начале XX века деревня входила в состав Сарыевской волости Вязниковского уезда.
С 1929 года деревня входила в состав Новосельского сельсовета Ковровского района, с 1959 года — в составе Ивановского сельсовета, с 1972 года — в составе Павловского сельсовета, с 2005 года — в составе Ивановского сельского поселения.

## Население
| 1859 | 1905 | 1926 | 2002 | 2010 | 2021 |
| ---- | ---- | ---- | ---- | ---- | ---- |
| 90   | ↘68  | ↗91  | ↘3   | ↘1   | ↗4   |

## Инфраструктура
Личное подсобное хозяйство с зоной сельскохозяйственного использования, индивидуальная застройка усадебного типа.
В 1859 году в деревне числилось 18 дворов, в 1905 году — 18 дворов, в 1926 году — 20 дворов.

## Транспорт
Просёлочные дороги.